# Sassandrioides morettoi
Sassandrioides morettoi là một loài bọ cánh cứng trong họ Cerambycidae.